# Manuel Prado Ugarteche
Manuel Carlos Prado y Ugarteche (Lima, 21 de abril de 1889-París, 15 de agosto de 1967) fue un político e ingeniero civil peruano que ocupó la Presidencia del Perú en dos ocasiones: entre 1939 y 1945 y entre 1956 y 1962. Estuvo en el poder 11 años, 7 meses y 11 días, de manera no consecutiva.
Hijo del expresidente del Perú Mariano Ignacio Prado y de su esposa, Magdalena Ugarteche, perteneciente a una familia acaudalada, estudió ciencias en la Universidad de San Marcos, y se graduó como Ingeniero Civil en la Escuela Nacional de Ingenieros (actual Universidad Nacional de Ingeniería). Militante del Partido Civil, apoyó al coronel Óscar Benavides en el golpe militar de 1914 contra el presidente Guillermo Billinghurst. Fue opositor de la dictadura de Augusto Leguía de 1919-1930. Al finalizar el segundo gobierno de Benavides (1933-1939) fue candidato oficialista y ganó las elecciones presidenciales de 1939.
Su primer gobierno coincidió con el desarrollo de la Segunda Guerra Mundial en la cual se alineó decididamente con los aliados. Tuvo que enfrentar las consecuencias económicas y sociales de dicha guerra. Asimismo, derrotó a Ecuador en la denominada guerra del 41, firmándose luego, el 29 de enero de 1942, el Protocolo de Río de Janeiro, que buscaba zanjar así la centenaria disputa de límites con dicha nación. Terminado su gobierno, cedió la posta al vencedor de las elecciones de 1945, José Luis Bustamante y Rivero y pasó a Francia.
Retornó al Perú en 1955 para postular nuevamente a la presidencia, encabezando un partido propio. Ganó gracias al apoyo de los apristas, a quienes ofreció levantarles la proscripción de su partido, lo que cumplió e inició el período conocido como la “Convivencia”. Durante este segundo gobierno tuvo que enfrentar una grave crisis social y económica. Su política económica osciló entre la experimentación liberal al eliminar subsidios al combustible y a los alimentos (lo que fue seguido de huelgas y tumultos), la restricción de la salida de capitales y el inicio de la nacionalización de la producción petrolífera. Diez días antes de culminar este segundo mandato sufrió un golpe de Estado militar, tras negarse a anular el resultado dado por el Jurado Nacional de Elecciones a las elecciones generales de 1962 que reconocía como vencedor a Víctor Raúl Haya de la Torre, candidato del partido aprista peruano quien había obtenido la más alta votación en el escrutinio y que el Congreso podía proclamar como próximo Jefe de Estado. El golpe sirvió para prevenir que esto ocurriera y Prado retornó a Francia, donde falleció.

## Nacimiento y primeros años
De familia aristocrática, fue hijo del presidente del Perú Mariano Ignacio Prado, y de María Magdalena Ugarteche Gutiérrez de Cossío. Su padre abandonó el Perú en plena Guerra con Chile, y fue depuesto por el golpe de Estado de Nicolás de Piérola (1879), sin poder efectuar la compra de armas en Europa, motivo de su viaje, siendo forzado a quedarse en el extranjero. Su hermano paterno, Leoncio Prado, fue héroe de dicho conflicto siendo fusilado por los chilenos en 1883. Otros hermanos suyos fueron: Mariano, abogado y empresario; Javier, intelectual y político; y Jorge, también político.
Manuel estudió en el Colegio de la Inmaculada y siguió estudios superiores en las facultades de Ciencias y Ciencias Políticas de la Universidad de San Marcos, donde se recibió de bachiller en 1907 con su tesis sobre «Los centros de presión hidrostática», y de doctor en 1910 con la tesis «Ensayo sobre el régimen pluviométrico de Lima». Asimismo hizo estudios en la Escuela Nacional de Ingenieros, (actual Universidad Nacional de Ingeniería), graduándose de Ingeniero Civil en 1911.
Elegido por los estudiantes de la Escuela Nacional de Ingenieros y de la Facultad de Ciencias de la Universidad Nacional Mayor de San Marcos, formó parte de la delegación de estudiantes peruanos que concurrió al Primer Congreso de Estudiantes Americanos realizado en Montevideo del 26 de enero al 2 de febrero de 1908. Como alumno universitario siguió la instrucción militar exigida por el reglamento logrando el grado de sargento y luego el de alférez de caballería en un curso organizado por la Misión Militar Francesa en Chorrillos. Con este grado se incorporó al ejército y fue movilizado a Lambayeque, al producirse la amenaza de guerra con Ecuador en 1910.
Incorporado a la docencia universitaria tuvo a su cargo, en la Facultad de Ciencias de San Marcos, el curso de Análisis Infinitesimal, primero como catedrático adjunto (1912) y luego como catedrático titular (1918).
Desde muy joven se hizo miembro del Partido Civil. Secundó, junto con sus hermanos Javier y Jorge, al general Óscar R. Benavides en el golpe de Estado contra el presidente Guillermo Billinghurst, que se realizó el 4 de febrero de 1914; y estuvo presente en el asalto a Palacio de Gobierno, participación que le valió su ascenso a teniente. El 19 de enero de ese mismo año se había casado con Enriqueta Garland Higginson, seis años mayor que él, con la que tuvo dos hijos: Rosa y Manuel Prado Garland.
En 1915 fue elegido miembro del Consejo Municipal de Lima durante la administración del alcalde Pedro de Osma. En el Consejo tuvo el cargo de inspector de Obras y como tal diseño algunos de los planos del reordenamiento urbano de la ciudad.
Asumió la presidencia de las Empresas Eléctricas Asociadas. En 1919, cuando el presidente Augusto B. Leguía dio inicio a su oncenio, fue elegido diputado por la provincia de Huamachuco para la Asamblea Nacional de ese año que tuvo por objeto emitir la Constitución de 1920. Luego se mantuvo como senador ordinario hasta 1924. Desde el Congreso inició una tenaz oposición a la política reeleccionista del presidente Augusto B. Leguía, por lo que tuvo que fue apresado en 1921, junto con otros civilistas, y deportado a Chile. De Chile se exilió a Francia, donde permaneció hasta 1932. A su retorno fue presidente del directorio de la Compañía Peruana de Vapores y gerente general y presidente del Banco Central de Reserva del Perú, que ejerció desde 1934 hasta 1939.

## Elecciones de 1939
Para las elecciones generales de 1939, el presidente Óscar R. Benavides escogió como candidato presidencial a Manuel Prado. Contra esta candidatura oficial, se alzó la de José Quesada Larrea, joven abogado, natural de Trujillo, quien para su campaña adquirió el diario La Prensa, desde donde se peleó por la libertad electoral, ante el propósito evidente del gobierno de manipular los resultados.
El partido aprista, que era el más importante del país, se hallaba proscrito por ley. Otra importante fuerza política, la Unión Revolucionaria sanchecerrista, quedó también anulada al estar desterrado su líder, Luis A. Flores. Ante la coyuntura electoral, tanto Prado como Quesada solicitaron el apoyo de los apristas pero estos decidieron no tomar partido. Prado se presentó como candidato de una concentración de pequeños partidos.
Antes de la elección, el gobierno clausuró La Prensa. Hechos los escrutinios, Manuel Prado apareció como vencedor, con enorme ventaja. Se habló de fraude masivo.

## Primer gobierno (1939-1945)
Manuel Prado asumió la presidencia el 8 de diciembre de 1939. Político hasta entonces casi desconocido, se vaticinaba que no duraría mucho en el cargo, pero desplegó una combinación de astucia táctica, flexibilidad estratégica y encanto personal que le hizo uno de los políticos más eficaces del Perú del siglo XX. Su gobierno continuó en gran parte la obra realizada por el general Benavides y fue de una relativa democracia. Sufrió las consecuencias de la Segunda Guerra Mundial, la cual repercutió fuertemente en el comercio. Las importaciones bajaron notablemente pero los productos de exportación, como azúcar, algodón, metales y caucho aumentaron. La escasez de productos de importación para el consumo nacional hizo surgir nuevas industrias que reemplazaron a los productos extranjeros con buen éxito. La guerra hizo aparecer a numerosos "nuevos ricos".
En el orden internacional, Prado tuvo dos éxitos notables:
- El primero fue la victoriosa guerra contra el Ecuador y la suscripción del Protocolo de Río de Janeiro garantizado por los Estados Unidos, Brasil, Chile y Argentina, que buscaba zanjar el viejo pleito de límites que durante más de un siglo había mantenido la atención de la cancillería peruana. El problema volvería a revivirse tiempo después, a raíz del desconocimiento del Protocolo por parte de Ecuador.
- El segundo fue la política de solidaridad continental y de apoyo a Estados Unidos y a las democracias enfrentadas a las potencias del Eje (Alemania, Italia y Japón), durante la Segunda Guerra Mundial. El Perú fue el primer país de Latinoamérica en romper relaciones con las potencias del Eje,[6] y durante una reunión extraordinaria de cancilleres realizada[2] en Río de Janeiro, a principios de 1942, fue la actitud peruana la que inclinó a los representantes de los demás países americanos a apoyar a Estados Unidos. Este pronorteamericanismo trajo consigo algunos excesos, como el permitir a los Estados Unidos la instalación de una base aérea en Talara (norte peruano), y la deportación masiva de residentes alemanes y japoneses hacia campos de confinamiento.

En el orden interno, pese a considerarse un gobierno democrático, Prado mantuvo proscrito al Partido Aprista; solo en el último año de su gobierno, con motivo de las elecciones generales, legalizó la participación del APRA, que en esa ocasión formó parte del Frente Democrático Nacional con el nombre de “Partido del pueblo”. En contraparte, muchos comunistas apoyaron a Prado, siguiendo el contexto internacional, pues la Unión Soviética pertenecía al bloque aliado.

### Obras y hechos importantes

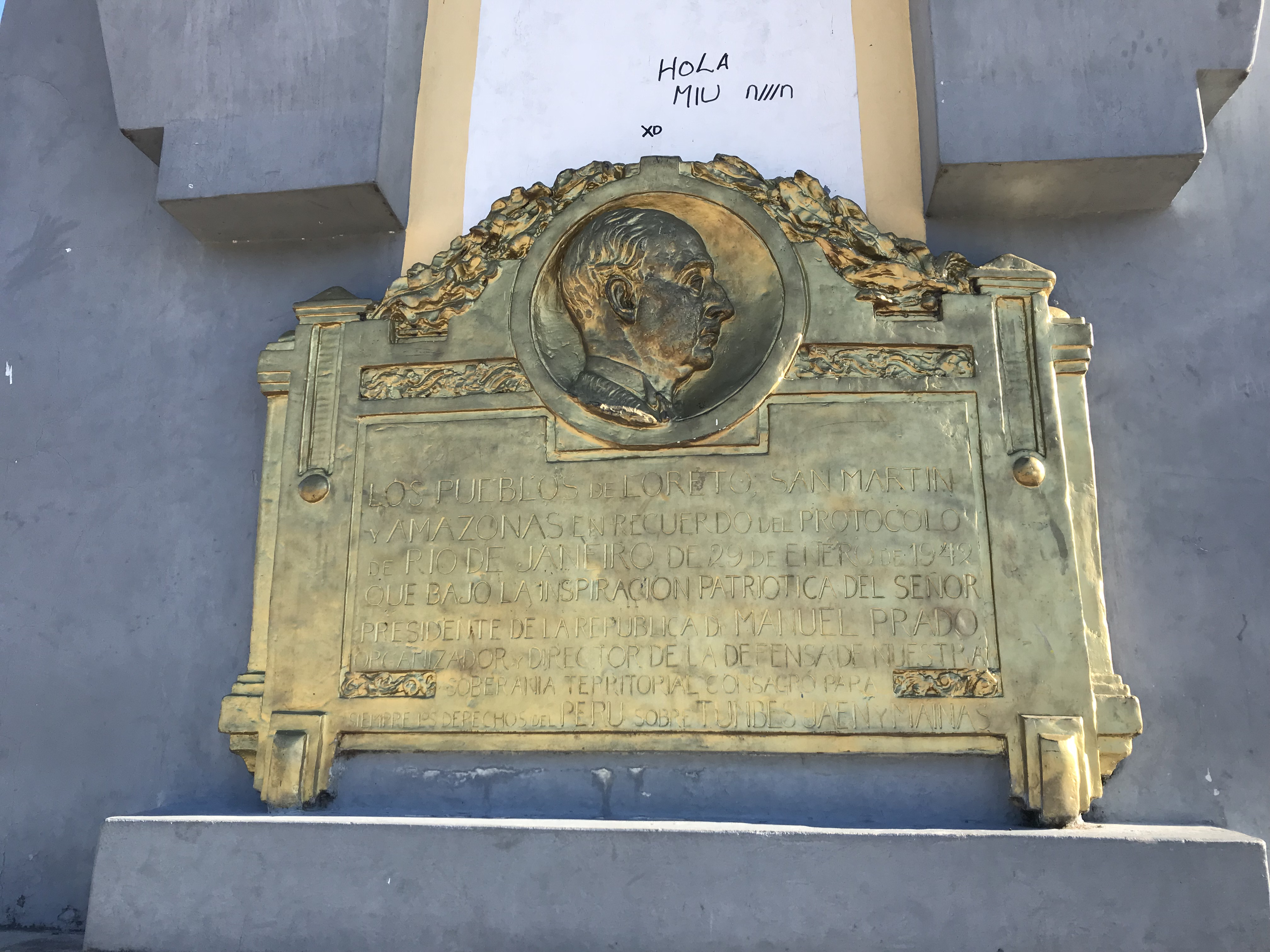
Placa con el rostro de Prado Ugarteche en el obelisco de la Libertad de Iquitos, con la mención a la victoria peruana en la guerra contra Ecuador.

Además de la victoriosa guerra contra el Ecuador, con la subsiguiente firma del Protocolo de Río de Janeiro, así como el apoyo a las democracias occidentales en la Segunda Guerra Mundial, en el primer gobierno de Prado se realizaron las siguientes obras:
- Se planificó una política de “sustitución de importaciones” ante la escasez de productos de importación por motivo de la guerra mundial. En ese sentido se dieron avances importantes en el proceso de industrialización del país.
- Se fundó la Corporación Peruana del Amazonas para impulsar la industria del caucho, ante su demanda por motivo de la guerra mundial.
- Se creó la Corporación Peruana de Aviación Comercial (CORPAC), encargada del buen funcionamiento de los aeropuertos. Al efecto, se inauguró el aeropuerto de Limatambo.
- Se firmó el convenio con los Estados Unidos para el desarrollo agrario mediante la intervención del Servicio Cooperativo Interamericano de Producción de Alimentos (SCIPA).
- Se culminó el asfaltado del tramo peruano de la Carretera Panamericana.
- Se culminó la Carretera Central hasta Aguaytia y Pucallpa, en plena selva.
- Se creó el departamento de Tumbes (Ley N.º 9667 de 25 de noviembre de 1942) y el departamento de Pasco (Ley N.º 10.030 de 27 de noviembre de 1944).
- Se realizó el Censo General de 1940, que arrojó una población de 6 207 966 habitantes. En Lima se concentraban unos 577 000 habitantes.
- Se dio la ley orgánica de Educación Pública acompañada por un agresivo plan de alfabetización a nivel nacional, ante el nutrido número de analfabetos que el censo dio a conocer (1943).
- Se dio impulso a la educación técnica, con la mejor implementación y equipamiento de las escuelas de arte y oficios.
- Se inauguró el Hospital Obrero (actual Hospital Guillermo Almenara).
- Se inauguró el Hospital Obrero de Huacho (actual Hospital Gustavo Lanatta Luján).
- Se iniciaron las campañas de vacunación masiva.
- Se construyó el cuarto Barrio Obrero en el Rímac.
- Se creó el Distrito del Yavarí en la Provincia de Mariscal Ramón Castilla en el Departamento de Loreto
- Se continuó el impulso al turismo.
- Se crearon comedores populares, que subsistieron eficientemente por varias décadas.

En este período ocurrieron dos desgracias de magnitud: el Terremoto de Lima y Callao del 24 de mayo de 1940, y el incendio de la Biblioteca Nacional del Perú que ocurrió el 11 de mayo de 1943. La reconstrucción de esta última se encargó al historiador Jorge Basadre.
Convocadas las elecciones generales de 1945, Prado auspició la candidatura del general Eloy Ureta, el vencedor en la guerra contra el Ecuador de 1941. Pero la candidatura que logró mayor popularidad fue la del jurista José Luis Bustamante y Rivero, representando a un frente o alianza de partidos entre los que se contaba el APRA: el Frente Democrático Nacional, el cual resultó triunfador.
Terminado su mandato, Prado viajó y se instaló en París donde poseía una residencia en la elegante Avenida Foch.

## Elecciones de 1956
Al acercarse las elecciones generales convocadas por el presidente Constitucional del Perú Manuel Odría para 1956, Prado fue convencido por sus seguidores de postular nuevamente a la presidencia, por lo que regresó al país en 1955. Sus partidarios fundaron el Movimiento Democrático Pradista (MDP), que pronto cambió su denominación por Democrático Peruano, para evitar una connotación personalista, y, además, porque todavía existía la «leyenda negra» con respecto al general Mariano Ignacio Prado, padre de Manuel, de controvertida actuación durante la guerra con Chile. Los pradistas pidieron los votos de los electores utilizando un eslogan de campaña muy efectista: «Tú lo conoces, vota por él».
Prado enfrentó a los candidatos Fernando Belaúnde Terry y Hernando de Lavalle. El partido político más importante, el APRA, se hallaba impedido de participar en las elecciones y por ello los votos de sus militantes serían decisivos en la contienda. Los dirigentes apristas decidieron negociar sus votos, a cambio de la mejor oferta que le hicieran los candidatos. Lavalle ofreció un estatuto de partidos que otorgaría la legalidad al APRA sin fijar la fecha. Fue Prado quien prometió levantarles la proscripción el primer día que asumiera el poder, derogando la famosa Ley de Seguridad Interior, ante el aprismo insurgente.
Las elecciones se realizaron el 17 de junio de 1956. Los resultados oficiales fueron los siguientes: Manuel Prado Ugarteche, 568.134 votos (45,5 %); Fernando Belaúnde Terry, 457.638 votos (36,7 %) y Hernando de Lavalle y García, 222.323 votos (17,8 %).

## Segundo gobierno (1956-1962)

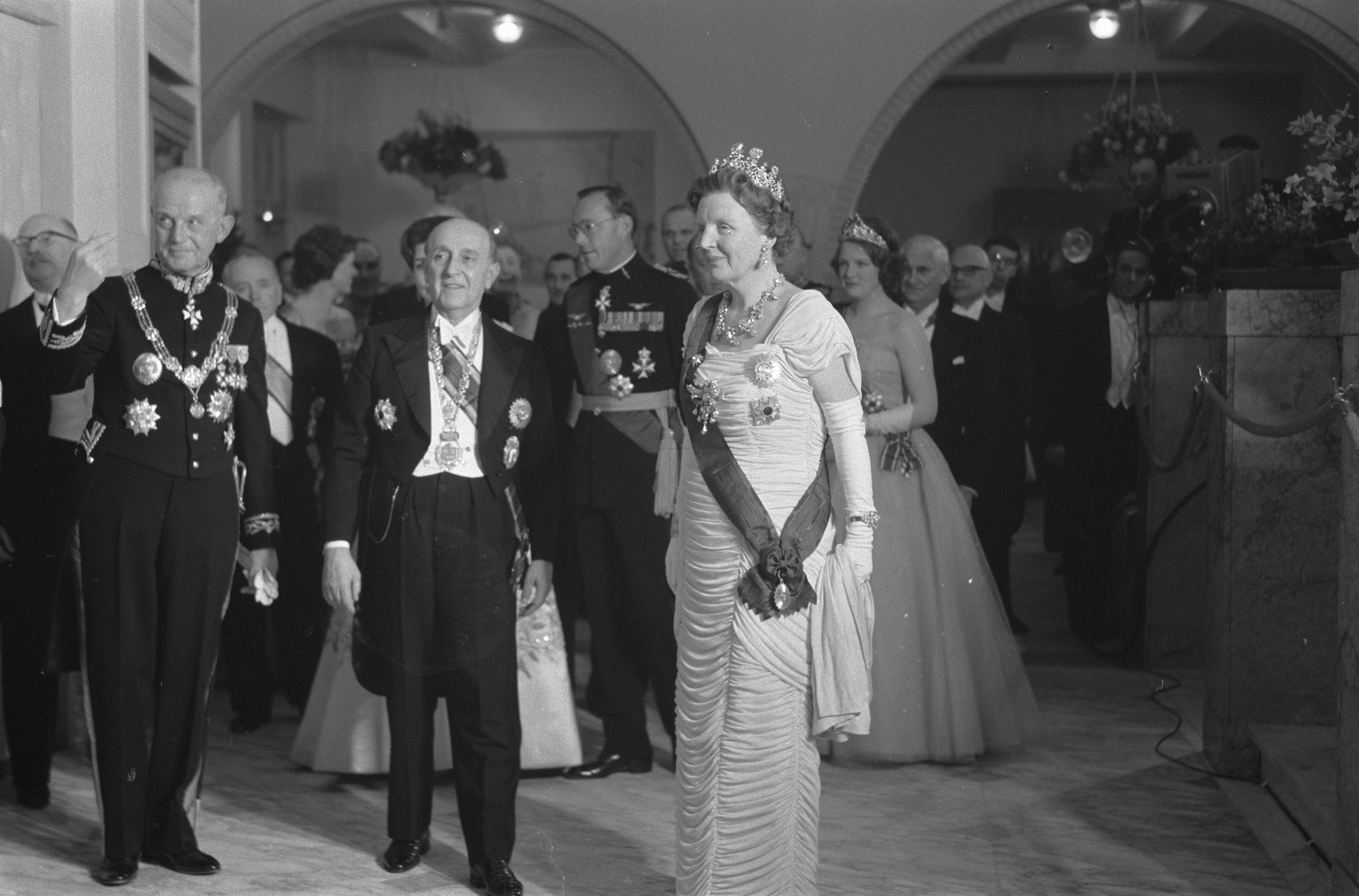
El presidente junto a la reina Juliana en una visita de estado a Países Bajos, 1960.

Manuel Prado asumió el gobierno por segunda vez el 28 de julio de 1956. Cumpliendo la promesa hecha a los apristas, derogó la Ley de Seguridad Interior, comprendiendo en la amnistía subsiguiente a todos los presos políticos y a los que se hallaban exiliados. Por ello esta nueva gestión fue llamada el «período de la convivencia», ya que se produjo un entendimiento entre el pradismo y el aprismo, pese a que en su primer gobierno Prado había mantenido fuera de la ley al APRA.
Este gobierno se desarrolló en un clima de agitación motivada por la crisis económica que se presentaba con caracteres cada vez más alarmantes; por la agitación que surgió en el campo a favor de la realización de la reforma agraria y por una enérgica campaña de alcance nacional por la recuperación de los yacimientos petrolíferos de La Brea y Pariñas que ilegalmente seguía explotando la compañía norteamericana International Petroleum Company. El liderazgo de la oposición lo asumió el arquitecto Belaúnde, que organizó un nuevo partido de masas: Acción Popular, que fue preparándose para las siguientes elecciones generales, donde tendría protagonismo. Los diarios El Comercio y La Prensa hacían también oposición, que no podía contrarrestar La Crónica, diario de propiedad de la familia Prado, por estar más orientado a temas deportivos y policiales.
En el orden económico, el mayor problema era de índole presupuestario, que tenía como origen la recesión producida en Estados Unidos en 1957. Se depreciaron notablemente los productos de exportación y los dólares escasearon, por lo que se devaluó la moneda peruana. Para enfrentar la situación se nombró como ministro de Hacienda y presidente del Consejo de Ministros a Pedro G. Beltrán, el director del diario La Prensa, que pasó entonces a apoyar al gobierno (1959). La misión era poner en orden las finanzas, equilibrar el presupuesto y estabilizar la moneda, lo que se logró, no sin antes adoptar medidas antipopulares como el alza de la gasolina, el recorte de los subsidios a los alimentos y el aumento de la carga tributaria. Era una política de corte liberal.
En esos años se desarrollaron mucho las migraciones de la sierra y se incrementaron las barriadas en torno a Lima, al punto de hablarse del “cinturón de miseria” que empezaba a rodear la capital. En general, Prado no hizo mucho por mejorar la situación y condición de las mayorías nacionales que continuaron viviendo en pésimas condiciones.
Al aproximarse el final del gobierno, el descontento popular era innegable. Menudearon las huelgas y se hicieron protestas bulliciosas y hasta violentas en las calles. Además de la política económica, se criticaba la propia personalidad del presidente, de tendencia pomposa y frívola en momentos difíciles.
En el plano personal, Prado logró en 1958 que la Iglesia católica anulara su matrimonio con Enriqueta Garland para casarse con la dama limeña Clorinda Málaga, lo que causó no poco escándalo entre el sector conservador de la sociedad limeña. En 1961 fue el primer jefe de estado extranjero en visitar Japón tras la Segunda Guerra Mundial.

### Obras y hechos importantes
Como hechos principales de este gobierno se pueden mencionar los siguientes: 

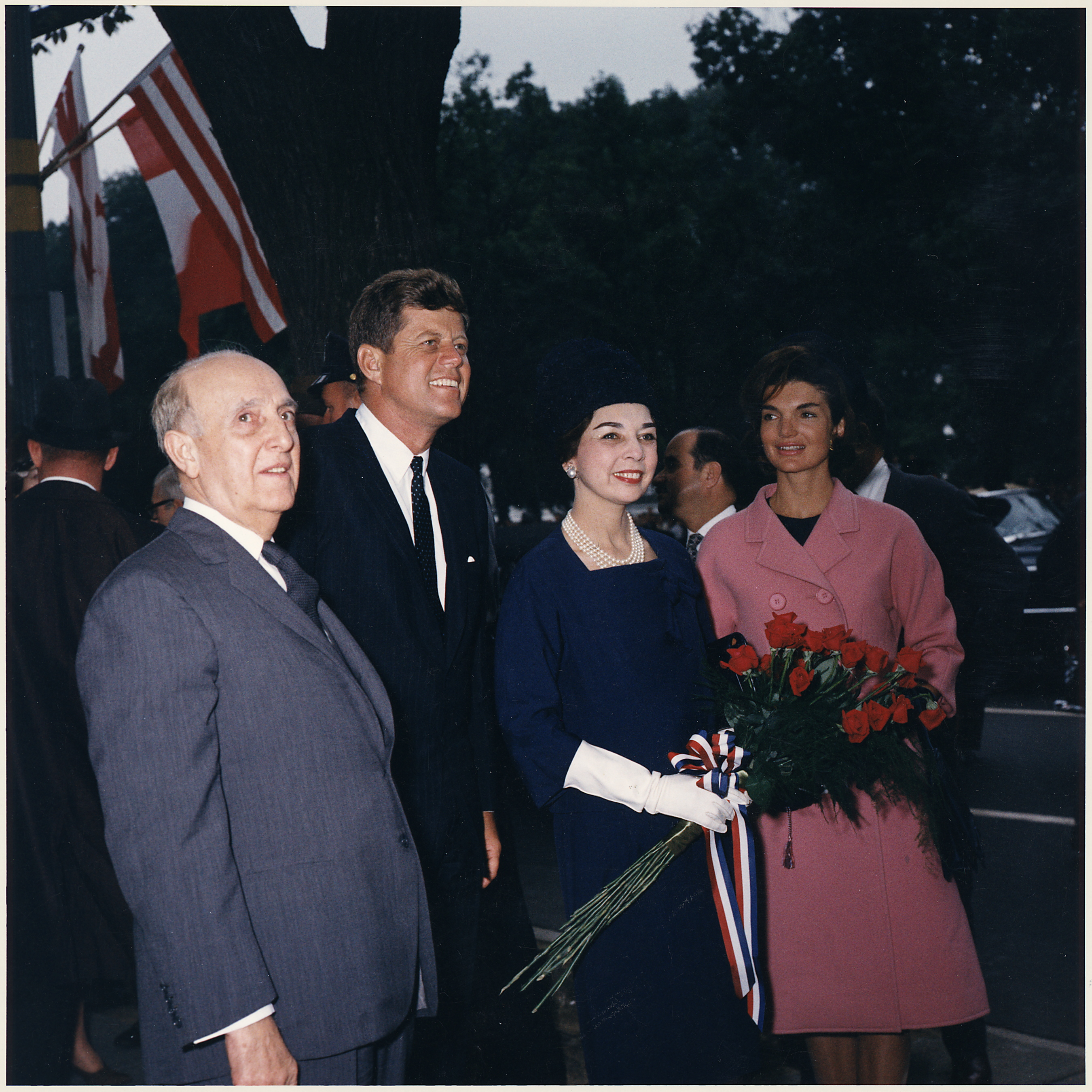
El presidente Manuel Prado y el presidente de los Estados Unidos John F. Kennedy, con sus respectivas esposas: Clorinda Málaga de Prado y Jacqueline Kennedy. Washington, 1961.

- Se dio la Ley de Promoción Industrial, que impulsó el aun incipiente desarrollo industrial del país.
- Se creó el Fondo Nacional de Desarrollo Económico en cada departamento para la ejecución de obras públicas como una manifestación de descentralismo administrativo.
- Se instaló una planta siderúrgica en el puerto de Chimbote, con la que el país pretendía emular los esfuerzos de industrialización de otras naciones latinoamericanas. Chimbote además era ya el puerto pesquero más importante y su crecimiento explosivo fue uno de los fenómenos sociales más saltantes de esa época.
- Empezó el despegue de la industria de la harina de pescado, hasta convertir al Perú en la primera potencia pesquera del planeta, mérito que se debió al talentoso empresario peruano Luis Banchero Rossi.
- Se hizo una enérgica defensa de los derechos del Perú ante la campaña desatada por el Ecuador en América para desconocer el Protocolo de Río de Janeiro de 1942.
- Ante la demanda campesina de una reforma agraria, Prado se limitó a la creación de un Instituto de Reforma Agraria y Colonización (IRAC), con el «fin inmediato de estudiar, proponer y en lo posible, poner en práctica las medidas necesarios para aumentar la superficie cultivada colonizando la selva, difundiendo la pequeña y mediana propiedad y procurando preferencialmente el establecimiento de granjas familiares», cuyos estudios fueron retomados por los gobiernos siguientes.
- Se adquirieron los nuevos cruceros BAP Almirante Grau y BAP Coronel Bolognesi que vinieron a reemplazar a los primeros cruceros de nombres similares que habían sido adquiridos hacía 50 años atrás, en el primer gobierno de José Pardo y Barreda. Prestarían servicios hasta inicios de los años 1980.
- La creación del Comando Conjunto de la Fuerza Armada, institución que agrupa los comandos de las tres armas defensivas de la República: Ejército, Marina y Aviación.
- La reforma de la educación secundaria dividiéndose en Letras y Ciencias a partir del cuarto año. Se mejoró la educación secundaria técnica pero se descuidó la educación primaria.
- Se rompieron las relaciones diplomáticas con Cuba tras el triunfo de la revolución castrista y su orientación hacia el bloque soviético.
- La integración del Perú a la Alianza para el progreso que el entonces presidente de los Estados Unidos John F. Kennedy propició como medio para el desarrollo de América Latina.
- Se firmó un convenio con Bolivia para el aprovechamiento de las aguas del Lago Titicaca para obras de irrigación en áreas aledañas y comunes a ambos países.
- Durante el verano de 1958-59 la región de Puno fue escenario de una desastrosa sequía que hizo estragos en la población. Al efecto se elaboró el «Plan Sur» para revitalizar dicha zona.
- Se implantó la televisión en el Perú, amparada por la Ley de Promoción Industrial (1958). Poco después surgieron las primeras estaciones televisivas.

Un desastre que ocurrió en esta época fue el ocasionado por el aluvión de Ranrahirca (Áncash), el 10 de enero de 1962, que causó la muerte a más de 4 mil personas.

### Derrocamiento
Al finalizar su gobierno Prado llamó a elecciones, siendo los principales candidatos los siguientes:
- Víctor Raúl Haya de la Torre, por el Partido Aprista.
- El arquitecto Fernando Belaúnde Terry, por el partido Acción Popular.
- El general y expresidente Manuel Odría, por su partido Unión Nacional Odriista.

Las elecciones se realizaron el 10 de junio de 1962. Al finalizar el escrutinio ningún candidato había obtenido el tercio de votos que exigía la Constitución Política de entonces, teniendo entonces que elegir el Congreso entre los que más votación habían obtenido, que eran los tres arriba mencionados. La situación obligaba a un pacto entre por lo menos dos de estos tres principales contrincantes. Insólitamente para algunos, el pacto se realizó entre los dos enemigos acérrimos, Haya y Odría, acordándose que este último asumiría la presidencia de la república. Pero se acusó al gobierno de haber cometido fraude en algunos departamentos, por lo que el Comando Conjunto de las Fuerzas Armadas presidido por el general Ricardo Pérez Godoy, exigió al gobierno la anulación de las elecciones.
El 18 de julio de 1962, la guardia del Palacio de Gobierno se ausentó y a las 03:20 a. m., una división blindada comandada por el coronel Gonzalo Briceño Zevallos asaltó el Palacio y detuvo al presidente y a sus acompañantes, quienes preveían un posible golpe de Estado. El último discurso del depuesto presidente antes de abandonar el palacio fue el siguiente:

... la fuerza de los tanques utilizada por un sector de las Fuerzas Armadas que acaba de ingresar al Palacio de Gobierno, en esta triste madrugada, me obliga a dejar el despacho presidencial, donde me encuentro no por la voluntad de las bayonetas, sino por el mandato del voto popular. Este es el hecho más doloroso de toda mi vida de ciudadano, pues siempre he sido ardoroso defensor y propulsor del ejército de mi patria... Queda como saldo histórico de mi actual gobierno que debió haber terminado normalmente en diez días, haber devuelto al Perú su honroso sitial democrático en nuestro continente... lo digo en este histórico momento en presencia de mis leales colaboradores y amigos, que atestiguan ahora estando a mi lado, que la ciudadanía del Perú es y seguirá siendo profundamente democrática. Viva el Perú.

Ese mismo día fue transportado al arsenal naval del Callao y embarcado en el BAP Callao (fondeado en la isla San Lorenzo) en el que estuvo secuestrado hasta el fin de su mandato, el 28 de julio. El 1 de agosto abandonó voluntariamente el país y se instaló en París.
Se conformó una Junta Militar de Gobierno que anuló las elecciones y convocó a otras nuevas. Se ha dicho que el móvil verdadero de este golpe institucional de las Fuerzas Armadas fue el antiaprismo muy arraigado todavía entre los militares, que no deseaban que gobernara el APRA, ni siquiera en cogobierno.

## Fallecimiento
Prado abandonó el Perú y volvió a radicarse en París. Hizo una breve visita a su patria al conmemorarse el centenario del combate del Callao (2 de mayo de 1966), ocasión en que se le rindió un homenaje a él y a su hermano Jorge por ser hijos del presidente Mariano Ignacio Prado, quien condujera al Perú durante la última etapa del conflicto con España de 1865-66. Murió en la capital francesa el año siguiente. Fue enterrado en el Cementerio Presbítero Maestro, junto a su padre.

## Distinciones Honoríficas
- Collar de la Orden de Isabel la Católica (1940)